# Hunfried I.
Hunfried von Rätien, auch Hunfrid, (geboren um 775; gestorben um 830) war ein Vasallenherzog Karls des Großen.

## Biografie
Hunfried wurde um 775 als Sohn Guérins III. von Thurgau und einer unbekannten Mutter geboren. 798 heiratete er Hitta, Tochter von Ulrich Wulfhard von Argengau und Linzgau. 799 wurde er nach dem Tod von Erich dessen Nachfolger als Herzog von Friaul. Im Jahr 800 wurde er nach dem Tod seines Vaters Guérin III. Graf von Thurgau. 808 verzichtete er auf das Herzogtum Friaul, um Markgraf von Istrien und Graf von Rätien zu werden.

## Nachkommen
Aus seiner Ehe gingen zwei Kinder hervor, Adalbert, der Rhätien und Turgau erbte, und Hunfried II., der die Mark Istrien erbte.

## Bibliografie
- François Bougard, Laurent Feller, Régine Le Jan, Les élites au haut Moyen Âge: crises et renouvellements, École française de Rome, Brepols, 2006, 512 p.